# Энциклия железистостебельная
Энциклия железистостебельная (лат. Encyclia adenocaula) — многолетнее эпифитное трявянистое растение семейства Орхидные, или Ятрышниковые (Orchidaceae).

## Синонимы
По данным Королевских ботанических садов в Кью. 

Гомотипные синонимы:
- Epidendrum adenocaulon Lex., 1825basionym

Гетеротипные синонимы:
- Epidendrum nemorale Lindl., 1841
- Epidendrum verrucosum Lindl., 1844
- Encyclia nemoralis (Lindl.) Schltr., 1914

## Естественные вариации
- Encyclia adenocaula subsp. kennedeyi (Fowlie & Withner) Soto Arenas, 2003

## Этимологияи история описания
Вид не имеет устоявшегося русского названия, в русскоязычных источниках обычно используется научное название Encyclia adenocaula.
Видовое название происходит от латинизированного греческих слов adeno- (железисто-) и caulis (стебель травянистого растения).
Английское название: Rough Stemmed Encyclia
Испанское название (в Мексике) — Trumpillo или Trompillo Morado.

## Биологическое описание
Растение среднего размера. Побеги симподиального типа.
Псевдобульбы тёмно—зелёные, размером с небольшое куриное яйцо, с 1—3 листьями. Образуют плотные группы.
Листья линейные, до 35 см длиной, около 3 см шириной, зелёные.
Цветоносы до 100 см в длину. Несут до 25 цветков.
Цветки ароматные, до 10 см в диаметре, лепестки шириной 5—7 см, цветок в роспуске напоминает звезду. Лепестки и чашелистики одноцветно розовые. Губа примерно 4 см шириной, розовая, украшена несколькими более яркими прожилками.

## Ареал, экологические особенности
Мексика (Durango, Sinaloa, Guerrero, Jalisco, Mexico, Michoacan, Nayarit).
Эндемик.
Эпифит в сухих лесах с преобладанием дуба или сосны, на высотах от 1000 до 2000 метров над уровнем моря.
Цветение — лето.
Относится к числу охраняемых видов (второе приложение CITES).

## В культуре
Температурная группа — от прохладной, до тёплой. Для нормального цветения обязателен перепад температур день/ночь в 5-8°С.
Освещение — 50 % прямого солнечного света. В условиях квартиры — окна восточной и западной ориентации. Содержание под прямым солнечным светом возможно при наличии очень хорошей вентиляции, когда листья растения охлаждаются постоянным движением воздуха.
Относительная влажность воздуха 50-70 %.
Посадка на блок или в корзинку для эпифитов с субстратом из сосновой коры средней фракции. Субстрат не должен препятствовать движению воздуха в корнеобитаемой зоне.
После вызревания псевдобульб и до появления новых побегов — ярко выраженный период покоя, во время которого температура воздуха должна быть уменьшена, а полив почти полностью прекращен.
Между поливами корни растения должны полностью просыхать.